# لي غونزاليس
لي غونزاليس (بالإنجليزية: Lee Gonzales)‏ هو سياسي أمريكي، ولد في 1950. حزبياً، نشط في الحزب الديمقراطي. وقد انتخب عضو مجلس نواب ميشيغان ‏.